# آل محمد (الطفة)

تعديل مصدري - تعديل

آل محمد هي إحدى قرى عزلة ال هياش بمديرية الطفة التابعة لمحافظة البيضاء، بلغ تعداد سكانها 530 نسمة حسب تعداد اليمن لعام 2004.